# Höhlensteintal
Höhlensteintal (italsky Val di Landro) je asi 15 km dlouhé alpské údolí nalézající se v Dolomitech na východě Jižního Tyrolska. Údolím protéká řeka Rienz.
Údolí Höhlensteintal topograficky odděluje Sextenské Dolomity na východě od Braieských Dolomit na západě. Hranice mezi Přírodním parkem Drei Zinnen a Přírodním parkem Fanes-Sennes-Braies probíhá po dně údolí, které je tak prakticky celé chráněné.
Údolí začíná na severním svahu hory Monte Cristallo (3216 m) u Schluderbachu v nadmořské výšce cca 1450 m v průsmyku Gemärk, kterým vede do silnice do města Cortina d’Ampezzo. Poté, co proteče řeka Rienz jezerem Dürrensee, protéká úzkým údolím mezi horou Dürrenstein (2839 m) na západě a horou Haunold (2966 m) na východě. V nejnižší části údolí se nachází známé jezero Toblacher See. Údolí je pro silniční dopravu přístupné po silnici SS 51.
V údolí Höhlensteintal se nacházejí dvě opevnění systému Vallo Alpino (Alpská zeď v Jižním Tyrolsku) vybudovaná v letech 1938–1942. Jedna se nachází v okolí jezera Toblacher See, druhá poblíž Höhlensteinu. Severní opevnění bylo po roce 1945 rozšířeno; bylo zahrnuto do koncepce obrany NATO. Stopy po těchto opevnění existují dodnes.

## Galerie

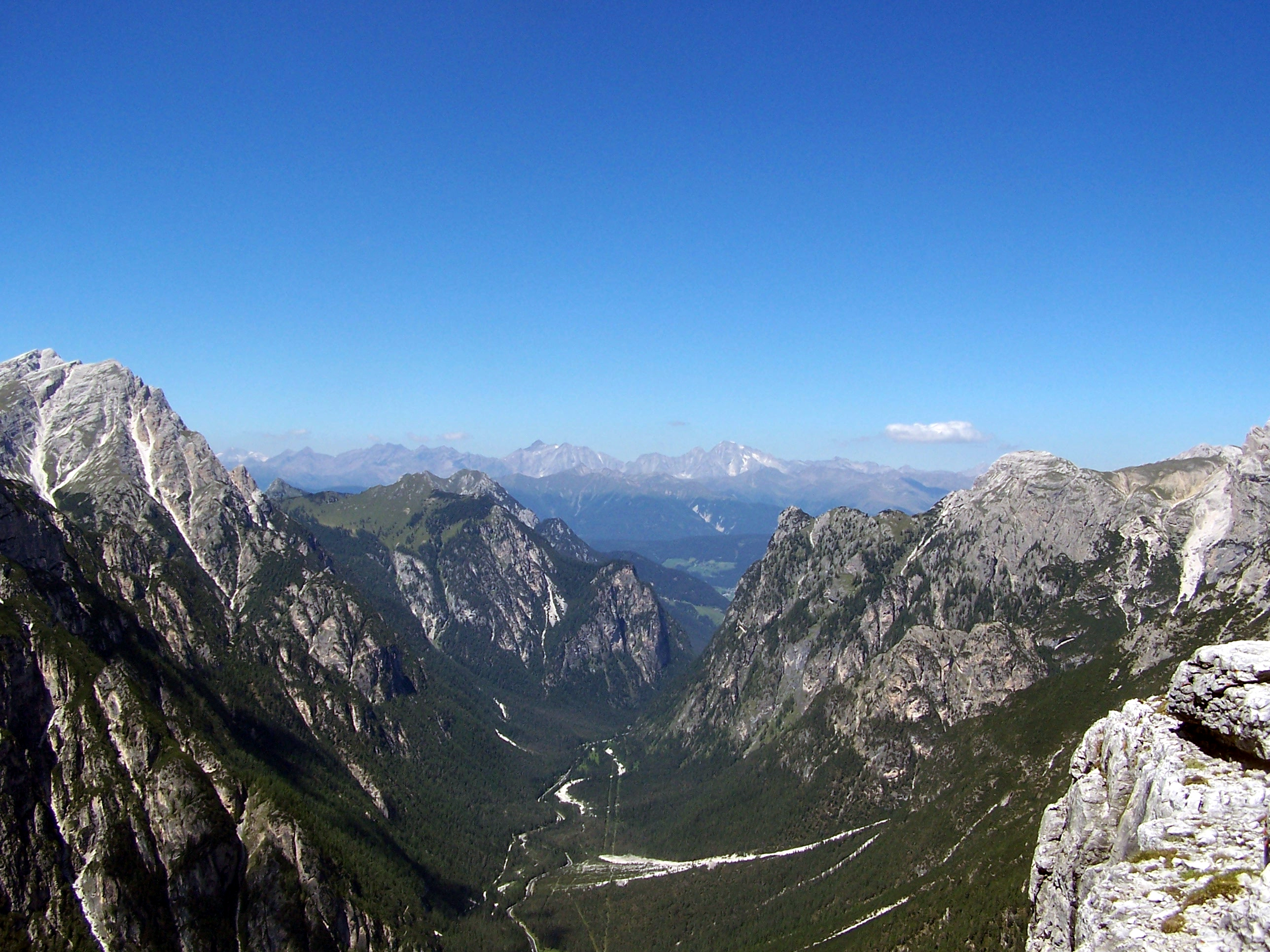
Pohled na Monte Piana z údolí Höhlensteintal
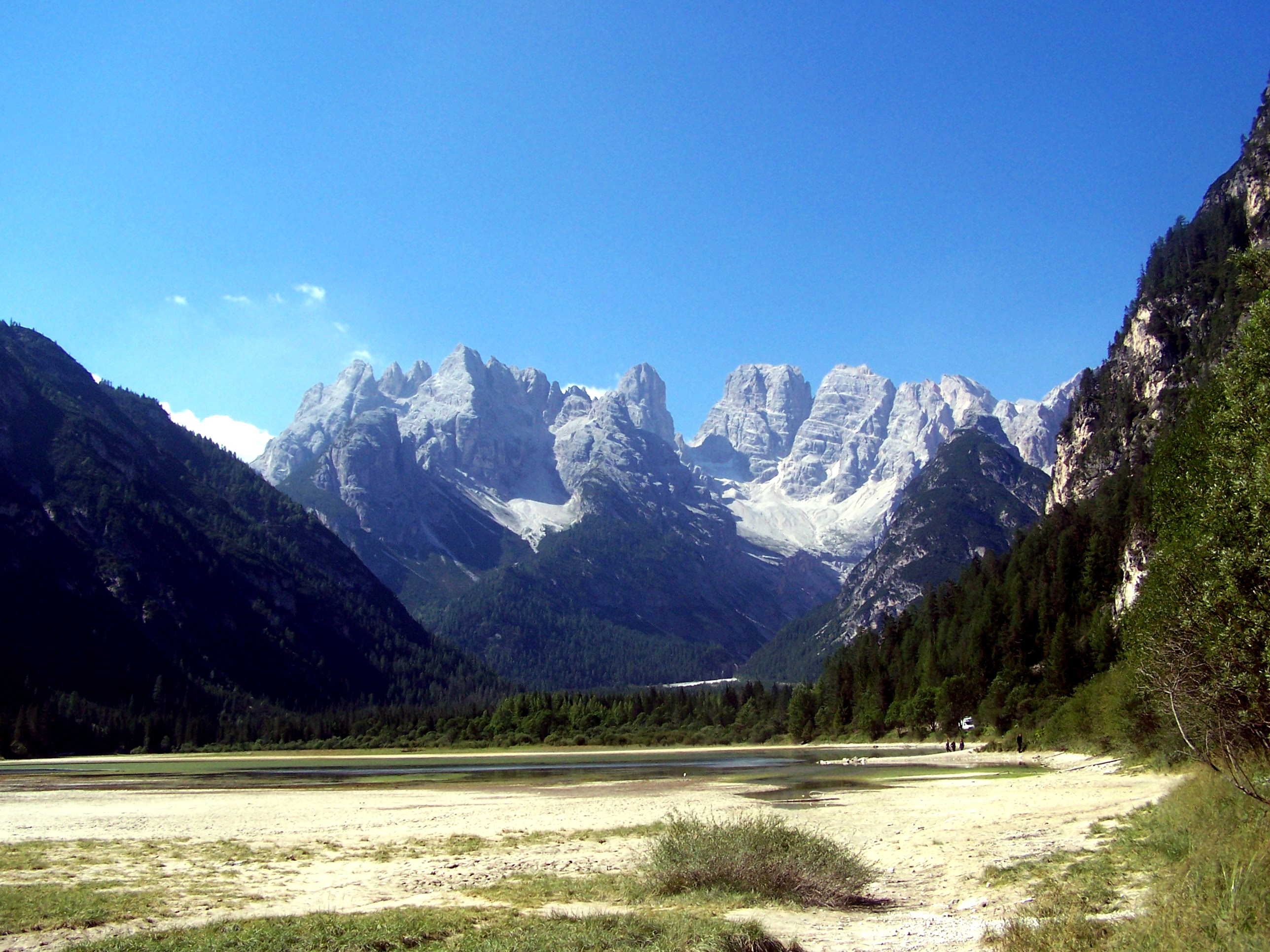
Pohled od jezera Dürrensee jižním směrem na skupinu Cristallo
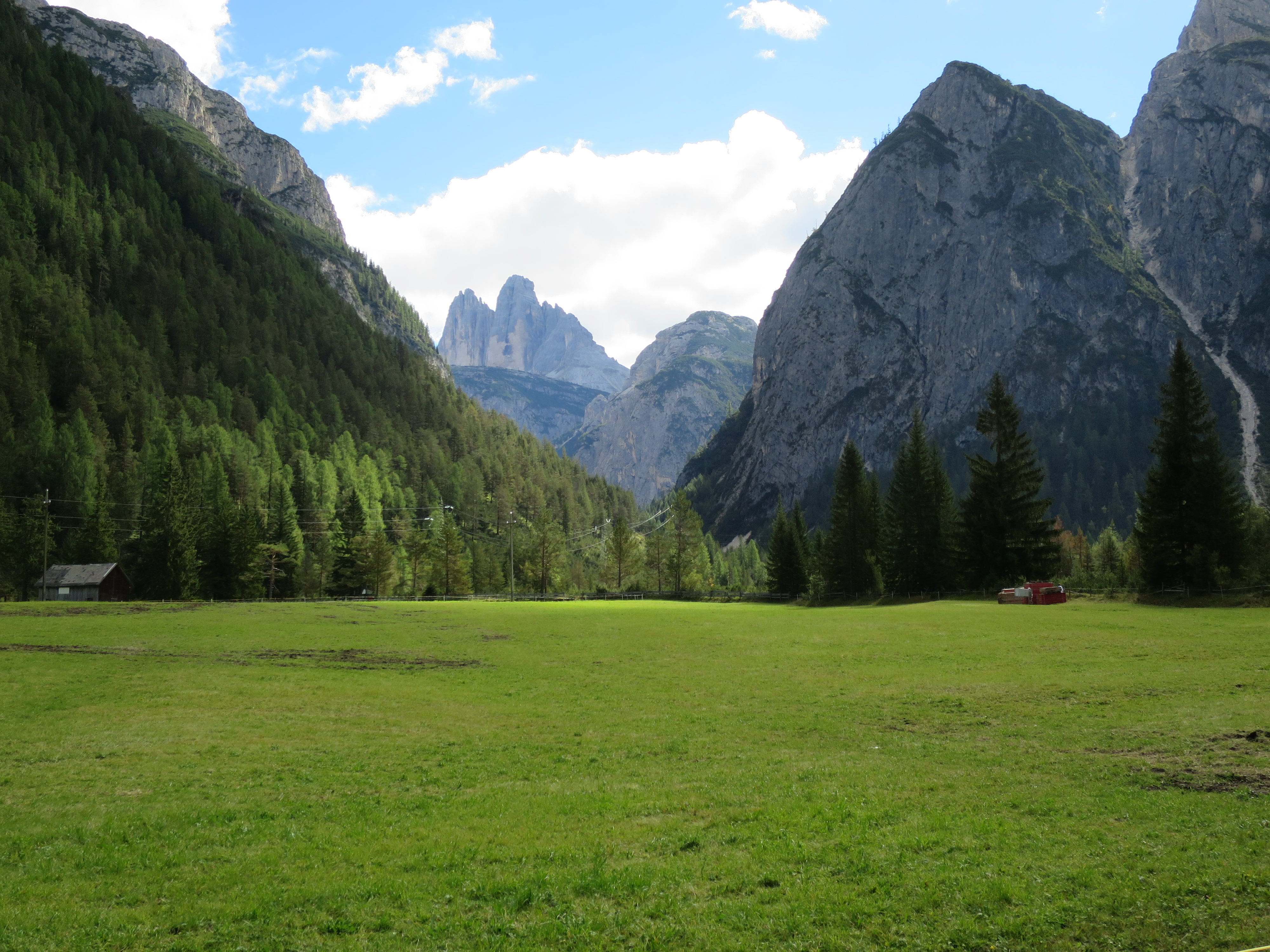
pohled na Drei Zinnen z údolí